# Éclipse solaire sur Uranus
Une éclipse solaire sur Uranus survient lorsque l'un des satellites naturels passe devant le Soleil pour un possible observateur situé sur la planète. Les éclipses peuvent se produire lorsque le plan équatorial d'Uranus (sur lequel sont quasi-alignés ses satellites) est lui-même aligné sur le Soleil, c'est-à-dire que le système uranien est à son équinoxe, ce qui arrive tous les 42 ans (terrestres). Le dernier a eu lieu en 2007-2008.
Parmi les 27 satellites naturels d'Uranus, 12 ont un diamètre apparent suffisamment grand pour produire une éclipse totale du Soleil sur la « surface » d'Uranus.

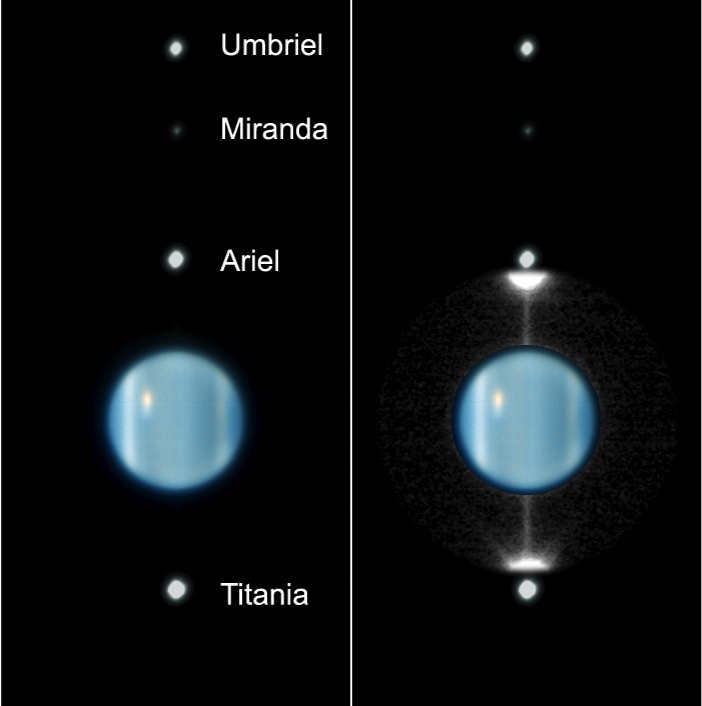
Uranus et 4 de ses lunes principales.

|           | Diamètre angulaire des satellites pouvant produire une éclipse totale du Soleil (vu de la « surface » d'Uranus) |
| --------- | --- |
| Cressida  | 6-8' |
| Desdemona | 6-7' |
| Juliet    | 10-12' |
| Portia    | 9-13' |
| Rosalind  | 4-5' |
| Belinda   | 6-8' |
| Puck      | 6-8' |
| Miranda   | 10-15' |
| Ariel     | 20-23' |
| Umbriel   | 15-17' |
| Titania   | 11-13' |
| Oberon    | 8-9' |